# Aeroporto di Bucarest-Henri Coandă

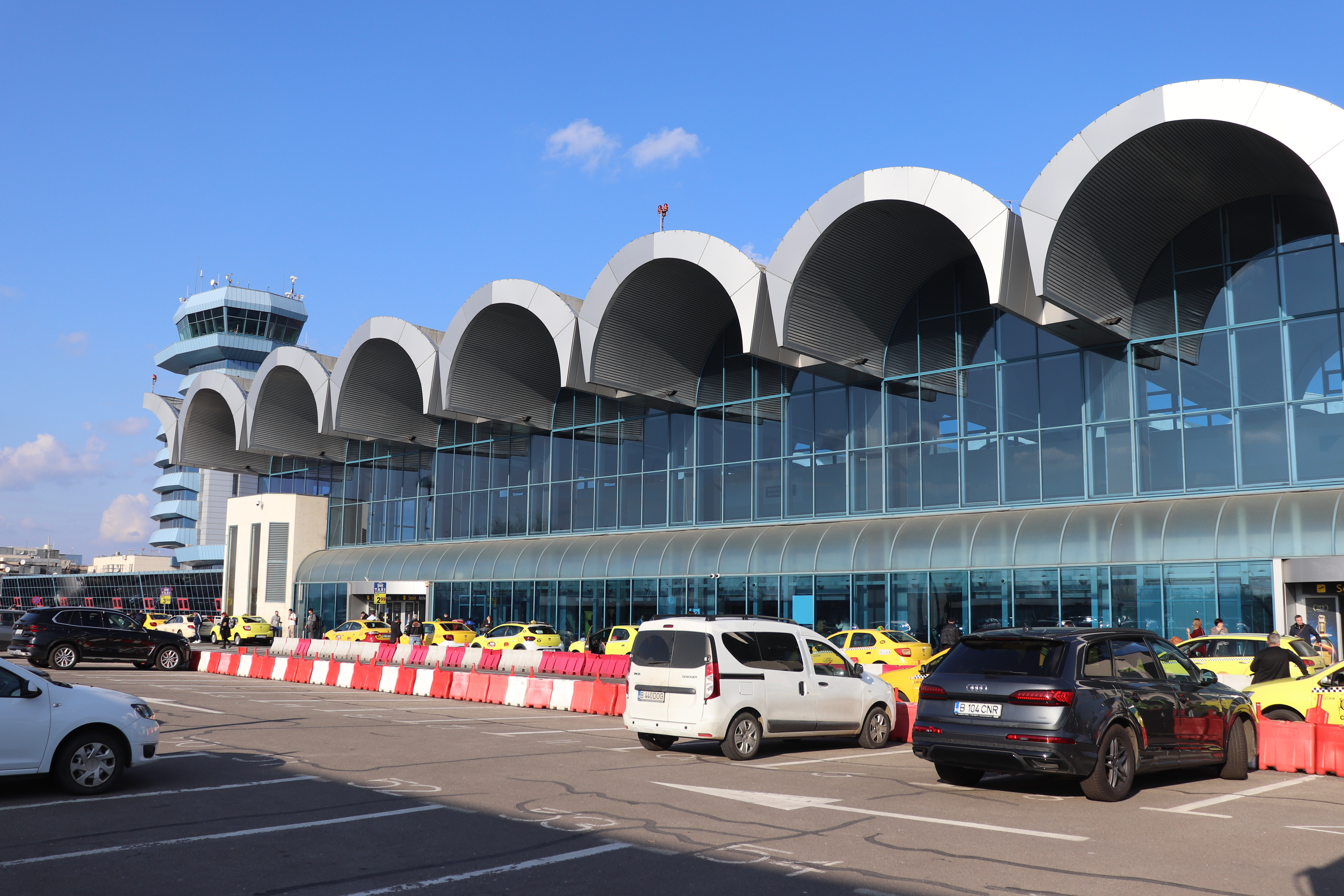
Terminal arrivi esterno

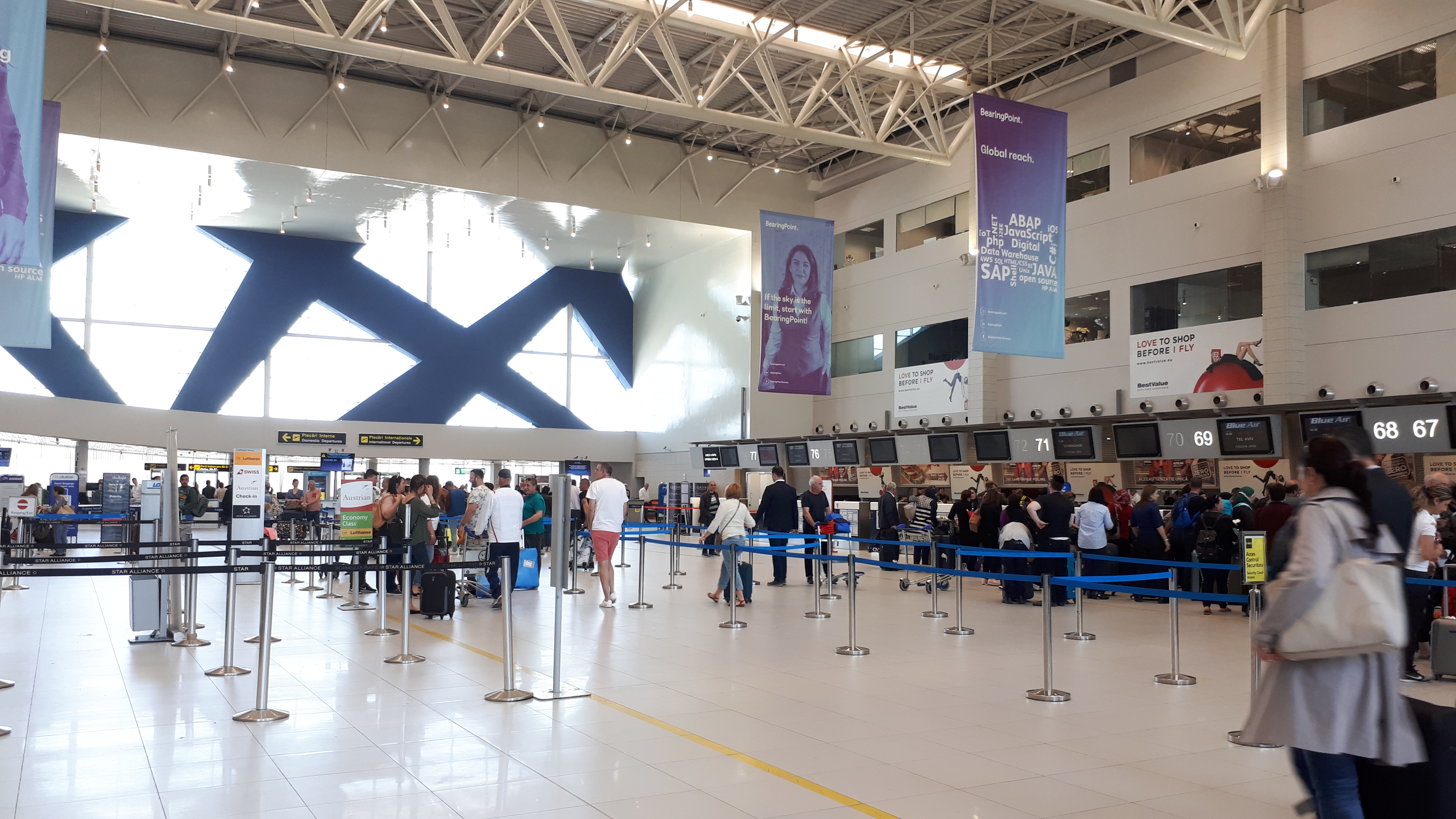
Terminal partenze interno

L'Aeroporto di Bucarest-Henri Coandă, conosciuto anche come Aeroporto di Bucarest-Otopeni (IATA: OTP, ICAO: LROP), è il principale aeroporto che serve la città di Bucarest, capitale della Romania. È intitolato a Henri Coandă, (1886-1972), ingegnere, scienziato e pioniere dell'aerodinamica rumeno.

## Storia
Sull'area su cui oggi si trova l'aeroporto esisteva un impianto militare con una pista di 1.200 metri, utilizzato tra il 1940 ed il 1944 dall'aviazione del Terzo Reich e poi, dalla fine della seconda guerra mondiale al 1965 dall'aviazione militare romena.
Nel 1965 apparve evidente che l'allora unico aeroporto civile di Bucarest, l'Aeroporto di Bucarest Băneasa (oggi Aeroporto Internazionale Aurel Vlaicu), non sarebbe stato più sufficiente a reggere il crescente traffico aereo, e venne decisa la costruzione di un nuovo aeroporto. La scelta cadde sull'esistente struttura militare di Otopeni: i lavori durarono circa 4 anni e si focalizzarono sulla realizzazione del terminal passeggeri e sull'allungamento a 3.500 metri della pista.
Nel 1969 partirono i primi voli civili, ma i passeggeri utilizzarono temporaneamente il terminal merci, in quanto il terminal passeggeri venne inaugurato soltanto l'anno dopo, il 13 aprile 1970. Il 2 agosto 1969 era però stata inaugurata la sala dedicata al ricevimento ufficiale delle personalità in occasione della visita del presidente degli Stati Uniti d'America Richard Nixon.

Un nuovo sviluppo avvenne nel 1986, con l'inaugurazione della seconda pista, di dimensioni uguali e parallela alla precedente, che consentì di raggiungere la capacità di 35 movimenti aerei all'ora.
Nel settembre 2004 il nome dell'aeroporto è stato cambiato quando, in occasione del 35º anniversario dell'operatività nell'aviazione civile, l'impianto venne dedicato a Henri Coandă, pioniere dell'aviazione.
Dopo la rivoluzione del 1989 e la caduta del regime comunista, il nuovo governo decise un rilevante piano di investimenti sull'aeroporto: venne costituita una joint-venture italo-rumena, comprendente tra le altre le società italiane Italstrade S.p.A. (ora Astaldi S.p.A.) e SEA S.p.A. Il piano, pur con qualche rallentamento dovuto anche a problemi finanziari, è proseguito fino ad oggi e sono tuttora in corso ulteriori lavori che prevedono la costruzione di un nuovo terminal passeggeri (2015), la costruzione di una piattaforma intermodale cargo (2012), la modernizzazione dei sistemi di collegamento dell'aeroporto con la città (2015).
Nel triennio 2008-2011 sono terminati i lavori di costruzione della nuova aerostazione e nel 2012 quelli della costruzione del nuovo terminal partenze, dotato di un nuovo sistema di smistamento bagagli.

## Progetti
È in programma, con l'ultima fase del piano di sviluppo avviato nel 1991, la realizzazione di una bretella stradale diretta dalla nuova autostrada in fase di costruzione e di un collegamento tramite metropolitana, con la realizzazione di una nuova linea che unirà la stazione ferroviaria principale (Gara de Nord) con l'aeroporto di Otopeni, passando sia per il centro della città (Piaţa Universităţii) che per l'aeroporto di Băneasa.

## Dati tecnici
- Movimenti aerei all'ora: 35
- Movimento passeggeri per voli internazionali all'ora: 1.200
- Movimento passeggeri per voli nazionali all'ora: 200
- Parcheggi per aeromobili: 45
- Area imbarco/sbarco dotata di 5 manicotti d'imbarco e 15 varchi
- Posti auto: 1.400 (500 area arrivi e 900 area partenze).[4]

## Statistiche
Questo grafico non è disponibile a causa di un problema tecnico.
Si prega di non rimuoverlo.
Vedi la query Wikidata di origine.

## Trasporti e collegamenti

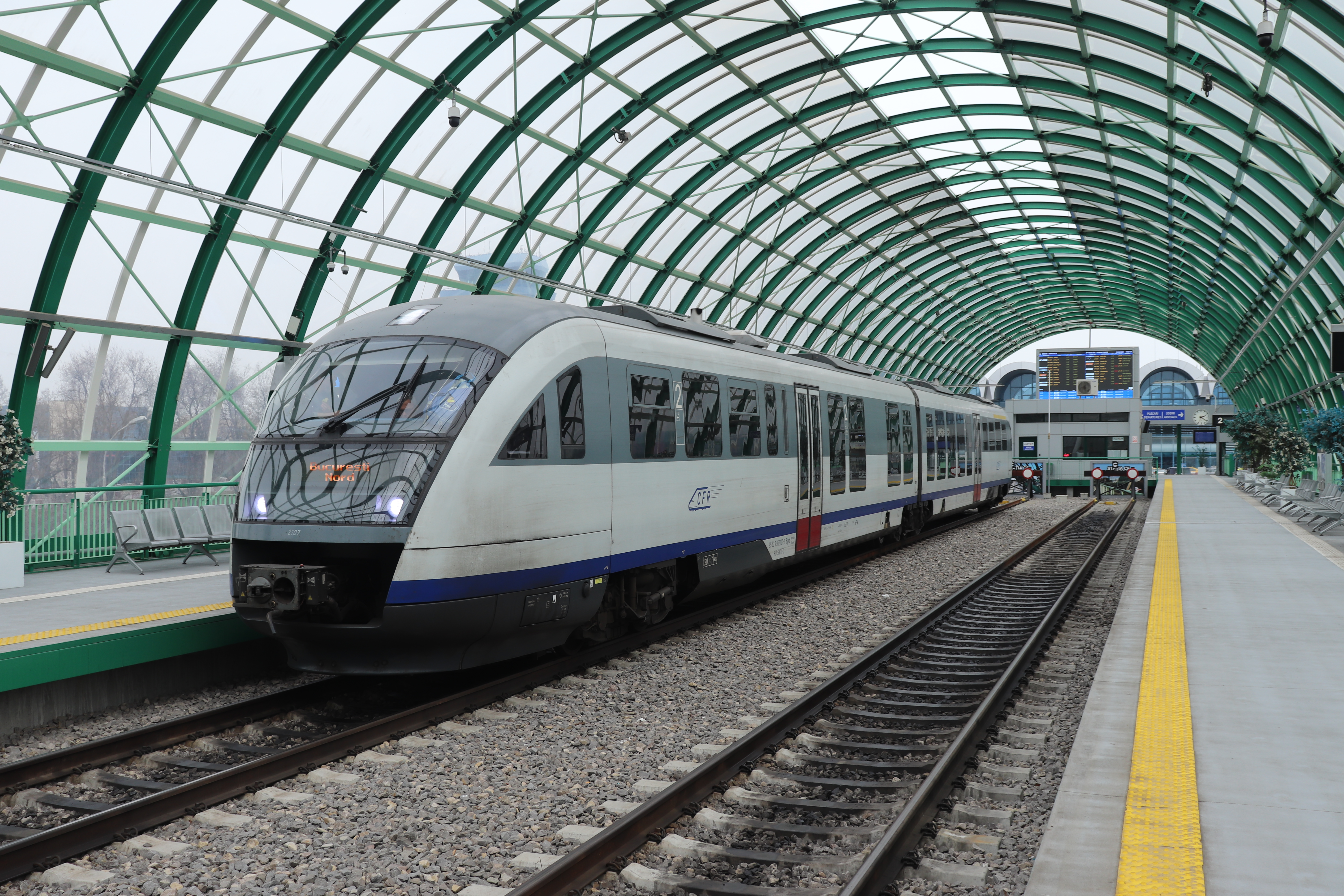
La stazione di fronte al terminal 1 con un treno Siemens Desiro CFR 96

L'aeroporto si trova lungo la strada nazionale che collega Bucarest a Ploiești, a 16,5 km di distanza dal centro di Bucarest, a cui è collegato mediante un servizio di autobus (linea espressa 100) gestito dalla STB, oppure tramite un collegamento ferroviario dalla stazione Bucarest Gara de Nord (Henri Coandă Express) gestito dalle CFR.